# يونوت سيوبانو
يونوت سيوبانو (بالرومانية: Ionuț Ciobanu)‏ مواليد 23 سبتمبر 1984 في بوخارست، هو لاعب كرة يد روماني يلعب كحارس مرمى. يلعب حاليا مع نادي سي إس إم بوخارست لكرة اليد ويحمل الرقم 16.

## المسيرة الاحترافية
لعب مع ستاوا ألكسندريون بوخارست في الدوري الروماني من سنة 2005 إلى 2010، ثم لعب مع إنرجيا لوجنيتول بندوري ترجو جيو في موسم 2010–2011، ثم لعب مع نادي سي إس إم بوخارست لكرة اليد في الدوري الروماني في سنة 2011، ثم لعب مع نادي أودريهيو سكويسك لكرة اليد من سنة 2012 إلى 2014، ثم لعب مع نادي سي إس إم بوخارست لكرة اليد في الدوري الروماني في سنة 2016.

## الإنجازات
- كأس أبطال الكؤوس الأوروبية لكرة اليد:
  - نصف النهائي: 2010